# Владимир Венглар
Владимир Венглар (словац. Vladimír Venglár, 20 лютого 1923 — 5 липня 1977) — словацький та чехословацький футболіст, який грав на позиції захисника і виступав за збірні Словаччини та Чехословаччини.

## Кар'єра

### Клуби
Грав за клуб «Братислава» (який згодом носив назви «Сокіл» та «Слован») у 1935—1952 роках і виграв три з них поспіль чемпіонати Чехословаччини у 1949—1951 роках і забив за нього 5 м'ячів у чемпіонаті, після чого у 1953—1955 роках грав за «Іскру» (нині — «Інтер»). Завершив ігрову кар'єру 1956 року у «Словані».

### Збірні
Венглар дебютував у збірній Словаччини 23 серпня 1942 року в товариському матчі проти Румунії, який завершився перемогою з рахунком 1:0 у Братиславі. Наступного місяця, 6 вересня, він провів другий і останній матч за збірну, зігравши в товариському матчі проти Хорватії, який завершився поразкою 1:6 у Загребі.
Пізніше він виступав за національну збірну Чехословаччини, вперше з'явившись у її складі 10 жовтня 1948 року на Кубку Центральної Європи 1948/53 проти Швейцарії (1:1) у Базелі. Загалом він вісім разів виступав у складі Чехословаччини, з'явився в останній раз 20 травня 1951 року в товариському матчі проти Румунії, (2:2) у Празі.
Венглар помер 5 липня 1977 року у віці 54 років.

## Статистика

### Виступи за збірну
| Команда        | Рік      | Ігор | Голів |
| -------------- | -------- | ---- | ----- |
| Словаччина     | 1942 рік | 2    | 0     |
| Словаччина     | Всього   | 0    | 0     |
| Чехословаччина | 1948 рік | 1    | 0     |
| Чехословаччина | 1949 рік | 3    | 0     |
| Чехословаччина | 1950 рік | 3    | 0     |
| Чехословаччина | 1951 рік | 1    | 0     |
| Чехословаччина | Всього   | 8    | 0     |
| Загалом        | Загалом  | 10   | 0     |

## Досягнення
- Чемпіон Словаччини: 1939/40, 1940/41, 1941/42, 1943/44
- Чемпіон Чехословаччини: 1948/49, 1949/50, 1950/51